# 山岳戦

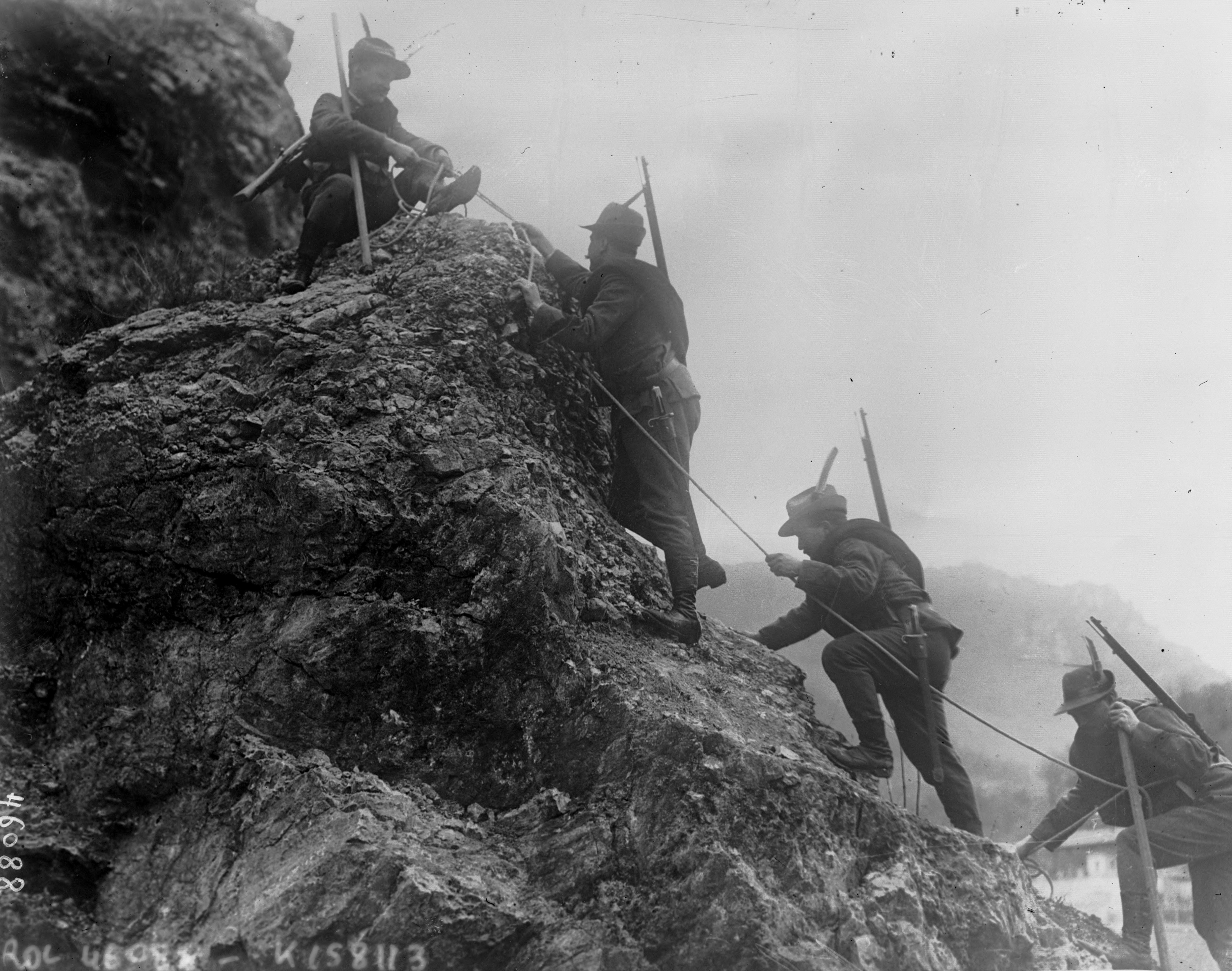
第一次世界大戦中のイタリア陸軍の山岳兵（1915年）

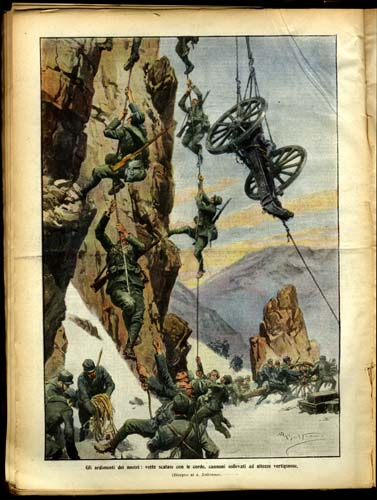
イタリアの兵士が山の上に火砲を持ち上げたときの様子（1915年）

山岳戦（さんがくせん）は、山岳地域において行われる作戦・戦闘である。

## 概要
山岳戦とは、山岳地帯や高地における野戦である。山岳戦の主役は、山岳兵のような軽歩兵である。
山岳戦では車両類の使用に大きな制限を受け、遮蔽物や視界・射界の確保、さらに緊急時の白兵戦などで優位になりやすい高台に位置する緊要地形・掩体・陣地・拠点を巡る戦いが多くなる。起伏が激しく濃霧の発生しやすい地形であるため、隊形や視界などが混乱する場合があり、さらに重い軍用装備を担いで高地を縦走するのは体力の消耗が激しい。また、特に海抜が数千mにのぼる地帯では大気中の酸素が希薄になるため呼吸が困難になりやすく高山病の危険性が高くなるため、任務によっては特殊な訓練を施された将兵を投入する必要がある。
また、高地においては天候の変化が激しく、雨の多い地域では落雷や土砂崩れ、寒冷地ではクレバスや雪崩などにも注意を要する。
山岳地帯においては車両の機動力も著しく減衰する。狭隘な地形では大型の機材を運用しにくいほか、アップダウンの多い地形や不整地では車体や乗員への負荷が大きく、急加減速を多用せざるを得ないため燃料消費も多くなる。一方、ヘリコプターは機動力を発揮できるものの、天候の悪化に弱いほか降着地点が制限される欠点がある。また、固定翼機と比較した場合は速力や搭載量、燃費効率や航続距離に劣り、とくに低空飛行の場合は地対空ミサイルの的になりやすい。

## 戦略
高所を取るメリットとして、敵をいち早く発見でき、遠距離兵器の有効射程を伸ばし、逆に敵の遠距離兵器を届かせるのに接近を要求し、物を落すことで接近を妨害でき、丘や稜線などに体を隠すことで被弾面積減らすハルダウンを行え、敵は必然的に弱点である頭や車両の上面を晒すことになるなどがある。
また、ゴラン高原、チベット高原などは重要な水源であり、これらの保全は国家戦略として重要度が高い。

## 歴史
紀元前500年ごろに書かれた兵法書『孫子』行軍第九には、行軍では谷を通り、敵陣より高所に陣を敷き、高所の敵と戦わないようにと説いている。
山岳での戦いについて、中世ヨーロッパではスイスとの闘いを想定した時に定義が固まった。これらの場所では、当時の主力であった騎兵では侵攻できず苦戦が強いられることが目に見えていた。1809年のチロル蜂起では、山岳戦が大きな役割を果たした。
1700年 - 1721年、スウェーデンで行われた大北方戦争にはスキーが導入され、徐々に山岳部隊に導入された。日本においては、1902年の八甲田山雪中行軍遭難事件を受けて、神戸在住のスウェーデン・ノルウェー総領事ピーター・オッテセンからスキーと説明書が送られ、日本の山岳部隊に取り入れられる。
アルプス山脈周辺の国々は、第一次世界大戦と第二次世界大戦中にロープウェーを建設する資材を駄獣に分割して載せられるようにしたもので短期間で建築して移動するシステムを開発し、イタリア人によるものだけで2,000本のロープウェイが施設され、兵士や物資、傷病兵の移送に使用された(第一次世界大戦中の軍用ロープウェー)。
第一次世界大戦のイタリアでは、幾度も山岳戦が行われたが、その中でも戦中最高高度の山岳戦はサン・マッテオの戦いの標高3,678m であった。
また、近代史上最も高地での戦闘は、1999年のカールギル紛争での標高5,485ｍであった。

## 山岳部隊

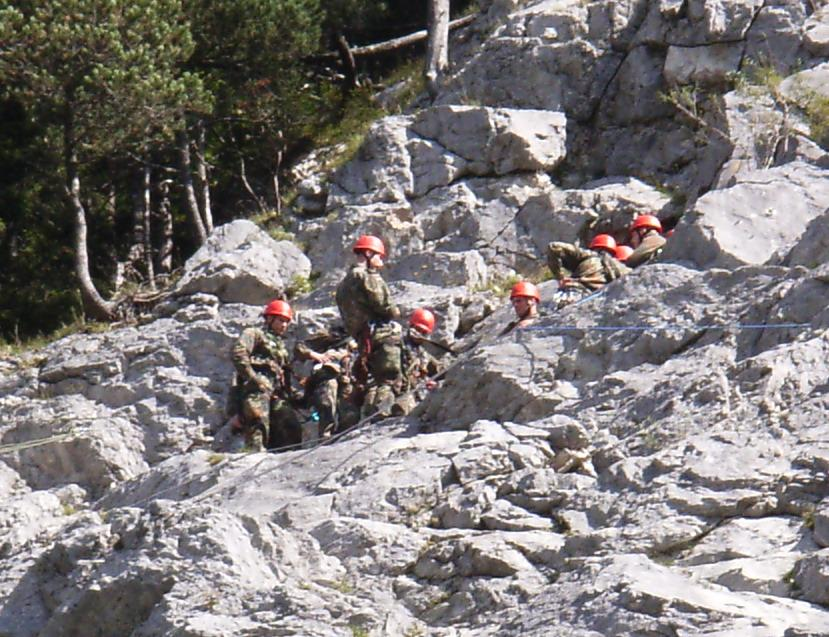
登攀訓練中のドイツ連邦陸軍の山岳兵

山岳戦を展開するための部隊である。高度な登山技術やサバイバル術を備える。また、重装備を多く携行できないため、山岳兵自身の戦闘能力に頼らざるを得ず、空挺部隊や海兵隊と並ぶ精鋭歩兵である。
大陸国家は、山岳部が自然国境になっている場合が多いため、大規模な山岳部隊を有している事が多い。とりたてヨーロッパでは、伝統ある山岳部隊が多く編成されている。

## 山岳戦が展開された戦争・紛争
- イタリア戦線
  - 第一次世界大戦
  - 第二次世界大戦
- 朝鮮戦争
- カシミール
- 中印国境紛争
- ミャンマー内戦 - シャン州およびカチン州、カレン州
- アフガニスタン侵攻

## 山岳戦を得意とする部隊
- 山岳猟兵（ドイツ軍、オーストリア軍）
  - 第23山岳猟兵旅団（ドイツ連邦陸軍）
  - 第6山岳旅団 (オーストリア連邦軍)
- 第10山岳師団（アメリカ陸軍）
- 第27山岳歩兵旅団（フランス陸軍）
  - アルペン猟兵
- アルピーニ（イタリア軍）
- アルピニスティム（イスラエル国防軍）
- 第13普通科連隊（陸上自衛隊)
- 対馬警備隊（陸上自衛隊）
- 国境離島警備隊（沖縄県警察）[6]
- 第33独立自動車化狙撃旅団
- 第34独立自動車化狙撃旅団
- 山岳兵 (ウクライナ陸軍)
- 山岳猟兵 (ルーマニア軍)（ルーマニア語版）
- ポドハレ狙撃兵（ポーランド語版）
- ミャンマー軍 - 1980年代まで山岳戦および対ゲリラ戦に適応する軽歩兵部隊の育成に注力。上記の第10山岳師団を参考としていた。
- Special Services Group（パキスタン軍）